# Simone Bitton
Pour les articles homonymes, voir Bitton.
Simone Bitton, née le 3 janvier 1955 à Rabat, est une réalisatrice de films documentaires. Elle possède la double nationalité franco-marocaine. Elle vit entre Rabat et Paris.

## Biographie
Son père est un bijoutier juif de Rabat. Simone Bitton parle français à l'école et arabe à la maison. Elle émigre en Israël avec sa famille en 1966, et se retrouve dans l'armée israélienne lors de la guerre du Kippour en 1973. Une expérience qui la rend pacifiste.
Elle s'établit ensuite à Paris et étudie le cinéma à l'IDHEC. Tous ses films portent sur l’actualité, l’histoire et les cultures d’Afrique du Nord et du Moyen-Orient.
En 2001, Simone Bitton suit le député Azmi Bishara, philosophe et député arabe israélien, dans le documentaire Citizen Bishara. 
En 2004, Simone Bitton réalise Mur, un film sur la barrière de séparation construite par Israël autour des territoires palestiniens. 
En 2009, elle réalise Rachel. Il s'agit d'une enquête sur la mort de la militante non violente américaine Rachel Corrie, qui a trouvé la mort le 16 mars 2003, dans la bande de Gaza, écrasée par un bulldozer israélien qui détruisait des maisons palestiniennes. 
Depuis 2013, Simon Bitton enseigne au département cinéma de l'université Paris-VIII. Elle est membre et formatrice des Ateliers Varan depuis 2014. 
Son film Ziyara, sortie en France en décembre 2021 a été tourné au Maroc. Dans les années 1950, près de 300 000 personnes juives vivaient encore dans ce pays. En 2021, environ 2000 personnes juives vivent au Maroc. Pour raconter cette absence, Simone Bitton va à la rencontre de la mémoire juive dans la société contemporaine marocaine. C'est un documentaire en forme de road-movie. Simone Bitton part sur les lieux de pèlerinages, cimetières, sanctuaires, synagogues partagé par les deux cultures et en 2021 gardés par des musulmans.
En 2024, la SCAM lui décerne le Prix Charles Brabant pour l’ensemble de son œuvre.

## Autre engagement
En mai 2018, Simone Bitton est signataire d’une pétition en collaboration avec des personnalités issues du monde de la culture pour boycotter la saison culturelle croisée France-Israël, qui, pour les signataires de la pétition, sert de vitrine à l'État d'Israël, au détriment du peuple palestinien.

## Filmographie
- 1981 : Solange Giraud, née Taché
- 1997 : Palestine, histoire d’une terre
- 1998 : Ben Barka, l’équation marocaine
- 1998 : Mahmoud Darwich, et la terre comme la langue
- 1999 : Pigu'a
- 2000 : L'Attentat
- 2001 : Citizen Bishara
- 2004 : Mur
- 2007 : Laissez-les grandir ici!
- 2009 : Rachel
- 2010 : On bosse ici! On vit ici! On reste ici!
- 2014 : Les 18 du 57, boulevard de Strasbourg[10]
- 2021 : Ziyara